# Аспарух Пописаков
Аспарух Димитров Пописаков (изписване до 1945 година: Аспарухъ Димитровъ попъ Исаковъ) е български общественик, седми по ред президент на централния комитет на Македонската патриотична организация.

## Биография
Аспарух Пописаков е роден на 12 февруари 1914 година в село Махалата, днес град Искър. Баща му, Димитър Пописаков, български учител и свещеник в кайлярското село Емборе, бяга оттам след Междусъюзническата война, преследван от новоустановилите се гръцки власти. През 1925 година почива баща му, а през 1930 година губи и майка си. От първата жена на баща си Елена (1872 - 16 юни 1897) има брат Борис и сеста Рахила.
Постъпва в Плевенската гимназия, работи като библиотекар, а по-късно става секретар на местната младежка организация „Бистрица“, с която изнасят театрални представления на „Македонска кървава сватба“, и интензивно организират събрания и реферати. След Деветнадесетомайския преврат от 1934 година като член на организацията е арестуван за два дни.
След освобождението си заминава за София. Следва в административния отдел на Свободния университет (сега УНСС). По същото време членува и в Македонската студентска корпорация „Шар“. След временното закриване на Свободния университет постъпва във „Висшата търговска академия“ във Варна. Там членува в местната македонска организация „Вардар“, и председателства антикомунистическото „Християнско дружество“, което е под духовното покровителство на варненско-преславския митрополит.
След освобождението на Вардарска Македония през 1941 година Аспарух Пописаков заема обществена служба в Прилеп. Участва в организирането на работниците в града и на 1 май 1942 произнася тържествената реч по повод празника на труда. Негови чести гости са Йордан и Димитър Чкатрови и войводата Милан Гюрлуков. В Охрид, Битоля и Крушево подпомага организирането на работническите движения, посещава и Емборе, където се среща със свои роднини. В края на 1943 година е назначен за секретар на градската община в Прилеп. След установяването на комунистическия режим в края на 1944 година Аспарух Пописаков работи в социалния отдел на общината, като се грижи за пристигащите от Егейска Македония бежанци.
Аспарух Пописаков се установява в Загреб, където следва медицина. Членува в македонската студентска организация, която през 1947 е забранена. На 21 април 1951 година е арестуван по подозрения, че е „ВМРО-вец“ и „ванчемихайловист“. На 21 декември 1952 година е освободен от трудово-поправителното общежитие „Стара Градишка", след което завършва образованието си в Загреб и практикува за кратко в Пехчево. През 1955 година на среща организирана от Червения кръст се запознава с Венко Марковски.
В началото на 1956 година е повторно арестуван. След освобождението си напуска Югославия през септември 1958 година, след което се установява в САЩ. През 1963 година се запознава с бъдещата си съпруга, докато работи като анестезеолог в Чикаго. Синовете им Александър и Кристофър са родени през 1965 и 1969 година. В началото на 70-те години Аспарух Пописаков е избран за президент на централния комитет на Македонската патриотична организация. През 1979 година в няколко поредни броя на вестник „Македонска трибуна“ издава спомените си, в които говори за насилствената македонизация в Македония след 1944 година, за промяната на имената и добавянето на окончанието „ски“ към фамилиите, както и за преследването на изявяващите българското си самосъзнание македонци. Описва и за убийствата на братята му от комунистическата власт в България.
Аспарух Пописаков умира на 15 май 1989 г. в САЩ.